# Verzorgingsplaats Bisde
Verzorgingsplaats Bisde is een Nederlandse verzorgingsplaats, gelegen langs de A2 Amsterdam-Maastricht tussen afritten 13 en 14 nabij Beesd.
De verzorgingsplaats dankt haar naam aan het dorp Beesd dat in de buurt van de verzorgingsplaats ligt. De naam Beesd is afgeleid van het oudere Bisde, dat in 1129 voor het eerst wordt genoemd.
Bij de verzorgingsplaats ligt een tankstation van Esso. Ook is er na een verbouwing in 2019 een Burger King en een Spar miniwinkel.
Aan de andere kant van de snelweg ligt verzorgingsplaats Lingehorst.
Richting Eijsden:
Haarrijn · 
IJsselstein · 
Bisde · 
De Lucht West · 
Velder · 
't Haasje · 
Roevenpeel · 
Ellerbrug · 
Het Anker · 
Vossedal · 
Knuvelkes
Richting Amsterdam:
Patiel · 
Meerssen · 
Kruisberg · 
Swentibold · 
Bosserhof ·
Meiberg · 
Groote Bleek · 
Ooiendonk · 
De Lucht Oost · 
Lingehorst · 
Jutphaas · 
Ruwiel